# بريدا 38

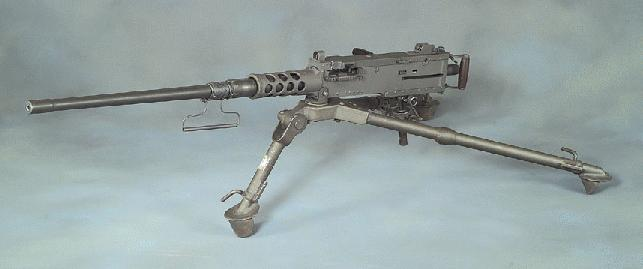
مثال لرشاش دبابة

بريدا 38 هو رشاش إيطالي للدبابة من الطراز المستخدم في الحرب العالمية الثانية. كان يستخدم في الدبابات التالية : فيات L6/40 وفيات ام11/39 فيات ام13/40.
وقد تكيف الإيطاليون أيضا لاستخدامها كعامل كسلاح مشاة رشاش. البندقية بها هواء للتبريد وتعمل على الغاز، ومخزن ذخيرة، وبها صندوق ذخيرة سريع التغيير. الميزات التشغيلية بسيطة، ومن السهل للغاية تفكيكه كليا. وهو ثقيل بما فيه الكفاية (9 ⅞ رطل) لتمكينها من إطلاق عدد كبير من القذائف في تتابع سريع.